# أكرم الحوراني

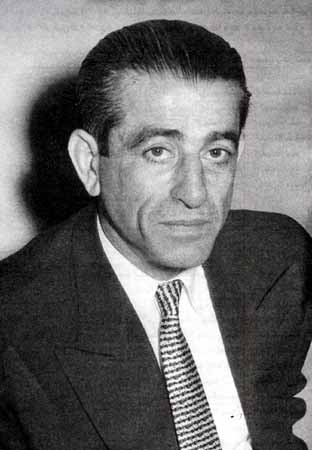
أكرم الحوراني

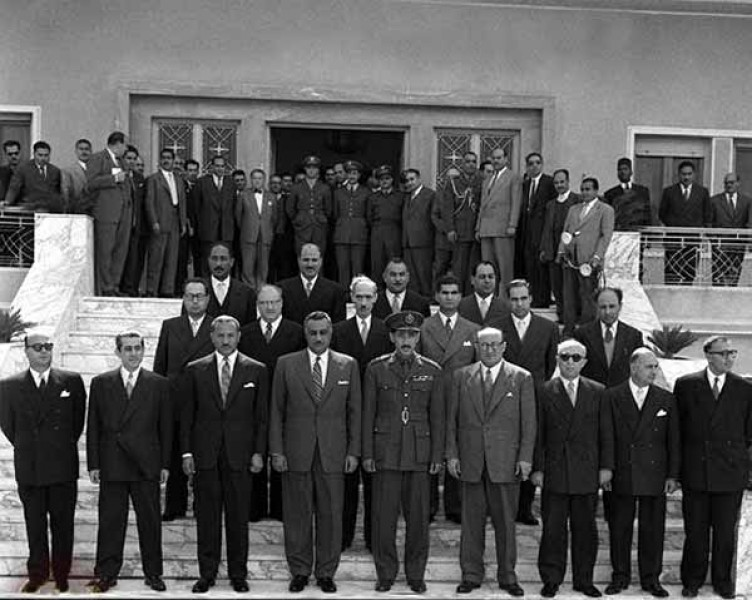
مع عبد الناصر ومجموعة من البعثيين عند إعلان الوحدة عام 1958

أكرم رشيد محي الدين الحوراني، (1911 - 24 شباط 1996) سياسي سوري بارز، ولد في مدينة حماة السورية وتوفي في عمّان.

## نشأته ومراحل تعليمه
تعلم أكرم الحوراني في مدرسة دار العلم والتربية مع أبناء الأسر الإقطاعية، وقد أسس هذه المدرسة الملك فيصل الأول بن الحسين قرب قصر العظم في حماة. وقد تأثر أكرم الحوراني بأستاذه عثمان الحوراني الذي كان يدرسه مادة التاريخ، إذ كان يغذي في طلابه روح الحرية والاستقلال والمقاومة المسلحة والفخر بالإرث العربي، وكان هذا الأستاذ من المشاركين في ثورة 1925، لذا بدأ وعي أكرم الحوراني السياسي يتكون على وقع أحداث ثورة سورية الكبرى (1925-1927).
بعد تخرج الحوراني في معهد العلم والتربية في حماه، ذهب إلى دمشق وانتسب إلى مدرسة النخبة الثانوية التابع للدولة (مكتب عنبر) والتي خرجت عدداً من القادة الوطنيين، ومنها تخرج الحوراني وكان من الأوائل، ثم انتسب إلى الجامعة اليسوعية في بيروت لدراسة الطب، لكنه عاد بعد سنة إلى دمشق (1931) حيث التحق بجامعتها لدراسة الحقوق، وكان سبب تركه لبيروت هو اشتراكه في التخطيط لاغتيال النائب صبحي بركات. وبعد تخرجه من كلية الحقوق عمل الحوراني في المحاماة إلى أن انتخب عام 1943 نائباً في البرلمان.

## انخراطهُ في العمل السياسي
كان أول اشتراك للحوراني في العمل السياسي المنظم في عام 1936 بعد تخرجه من كلية الحقوق، عندما انتسب إلى الحزب السوري القومي الاجتماعي منجذباً إلى المبادئ العلمانية لهذا الحزب (فصل الدين عن الدولة، القضاء على الإقطاع وتنظيم الاقتصاد القومي على أساس مصلحة الأمة والدولة، تكوين جيش قوي...) وبقي في هذا الحزب كعضو ناشط لمدة عام 1936-1937، بعدها استقال الحوراني من الحزب بسبب قناعات مغايرة لأيديولوجية الحزب خصوصاً في موضوع القومية العربية.
في عام 1941، سافر الحوراني وبعض ضباط الجيش السوري ومتطوعون آخرون إلى بغداد دعم حركة رشيد عالي الكيلاني ضد البريطانيين، وبعد أن تمكن البريطانيون من قمع الثورة، عاد الضباط (الحوراني ومن معهُ) من العراق إلى سوريا حيث احتُجزوا لفترة من قبل حكومة الانتداب الفرنسي في دير الزور على الحدود السورية العراقية.
قاد الحوراني انتفاضة الفلاحين في ريف حماة ضد الإقطاعيين، وخاصةً بريف حماة الغربي مثل قرية عقرب وطلف. فانتخب نائباً عن حماة في سنوات 1943، 1947، 1949، كما ساهم في التحريض على الوجود الفرنسي في مدينة حماة عام 1945.
وبعد انتخابه عام 1943، عزّز الحوراني صلاته ببعض الضباط الشباب الذي تخرجوا من الكلية العسكرية في حمص أمثال عدنان المالكي وأديب الشيشكلي، إلّا أن علاقته بالجيش تعززت في العام 1945 عندما اتّصل بضباط الجيش الذي كان تحت قيادة فرنسية لحثهم على مؤازرة الثورة التي كان يحضر لها حزبه في مدينة حماة في العام 1945، تم هذا الاتصال بالضباط بواسطة الضابط عدنان المالكي، وعقدت عدة اجتماعات لهذا الهدف قي منزل الأستاذ نخلة كلاس وترافق هذا مع مطالبات عديدة من قبل الحوراني للمجلس النيابي لحث الحكومة السورية استلام الجيش من السلطات الفرنسية لقد بقيت صلة الحوراني بالجيش قوية وخاصة بعد أن شارك في حملة عسكرية (وكان نائباً عن حماة) عام 1947 في الجليل في فلسطين مع أديب الشيشكلي ومتطوعين من حماة خصوصاً ومن مناطق أخرى وكان هدف الحوراني من المشاركة في القتال (وهو نائب في البرلمان) التنبيه إلى خطر إسرائيل، بعد أن شعر بإهمال حكومة الكتلة الوطنية تسليح الجيش السوري. رفض الحوراني استلام السلطة بعد أن أزاح الجيش حسني الزعيم وذلك بعريضة تقدم بها 160 ضابطاً تطلب منه استلام رئاسة الجمهورية.
في شهر كانون أول 1949 تولّى أكرم الحوراني وزارة الدفاع في حكومة خالد العظم ثم ما لبث أن استقال منها في شهر نيسان. حصل أكرم الحوراني في تشرين الأول 1950 على ترخيص لتأسيس الحزب العربي الاشتراكي وجعل مدينة حماة مقره الرئيسي وبدأ الحزب في الانتشار في عموم سوريا وخصوصاً الطبقة الفلاحية وحتى المثقفين من العائلات الإقطاعية.
نظّم الحوراني أتباعه من الفلاحين في الحزب العربي الاشتراكي، بلغت شعبيه الحوراني أوجها في مؤتمر في حلب (أيلول 1951) الذي حضره ألوف من الفلاحين، فكان أول مؤتمر من هذا النوع الثوري في الوطن العربي، وعندما سيطر الشيشكلي على الحكم وأخذ يُكمم الأفواه ويُلقي القبض على معارضيه هرب الحوراني مع ميشيل عفلق وصلاح البيطار عبر الجبال إلى لبنان، وفي منفاهم عام 1952 قرر الثلاثة دمج حزبي (البعث العربي) و(العربي الاشتراكي) ليصبح حزب البعث العربي الاشتراكي. وذلك لتصليب الجبهة المعارضة للشيشكلي والتي قادت أخيراً إلى إسقاط نظام الشيشكلي. ولقد سلّم الجيش السلط طواعيةً إلى المدنيين في أول حادثة وآخرها في تاريخ سوريا الحديث.
في العام 1957 سيطرت مجموعة من الضباط على معظم قطاعات الجيش في ما عُرف بتمرد قطنا إلّا أن الحوراني عارض هذا التمرد ومنع الانقلاب أن يكتمل رغم معارضة بعض الضباط وعلى رأسهم محمد عمران وعبد الغني قنوت وحث إدارة عبد الناصر الاستمرار في الانقلاب (23349) وكان حافظ الأسد يردد على سامعيه أنه «لولا الحوراني لكنا في السلطة منذ العام 1957»، وقد سُمعَ حوار بين مصطفى حمدون (أحد قاده تمرد قطنا) والحوراني يلومه على إحباط تمرد قطنا لقطع الطريق على اللجنة العسكرية وحافظ الأسد الوصول إلى السلطة لاحقاً، وقد أجاب الحوراني «هل تريد مني أن أكون حافظ أسد آخر»
تولّى الحوراني وزارة الزراعة وأحدث فيها بعض الإصلاحات. وفي عام 1957 انتخب الحوراني رئيساً لمجلس النواب.

## موقفه من الوحدة بين سوريا ومصر
كانت سوريا ومنذ الاستقلال مركزاً للصراع بين الاتحاد السوفيتي والمعسكر الغربي، وقد استطاعت سوريا الحفاظ على حيادها في وجه محاولات حلف بغداد ضم سوريا إليه، وكان التهديد الإسرائيلي والحِشود التركية ومناورات الإسطول السادس بالقرب من السواحل السورية تشكل تهديداً للحركة الوطنية ولإستقلال سوريا، كان الحوراني متحمسا للوحدة مع مصر كوسيلة لدعم صمود سوريا ولاحقا كطريق وحيد لتحرير فلسطين والوحدة العربية كانت وما زالت أمل الكثيرين من العرب  بتحريض من السفير المصري في سوريا محمود رياض ومحسن أبو النور عضو القيادة المشتركة العسكرية بين سوريا ومصر، وبسبب الحماس الفائق لدى الجيش، تشكل وفد عسكري وبشكل سري في أوائل كانون الثاني1957 (بما يشبه الانقلاب العسكري) وبدون معرفة الحكومة للذهاب إلى القاهرة وعقد الوحدة وهذا ما يسميه خليل مصطفى في كتابه سقوط الجولان (ص19) بالانقلاب البطيء والصامت . أعضاء الوفد كلٌ من : (عفيف البزره، أمين الحافظ، أكرم الديري، حسين حده، جمال الصوفي، بشير صادق، محمد البشير، أحمد حنيدي، طعمة العود الله، ياسين فرجاني، مصطفى حمدون، وعبد الغني قنوت ).أبدى ناصر فتوراً شديداً في موضوع الوحدة في البداية بما يشبه التلاعب بعواطف الضباط المصرين على الوحدة ولكن عبد الناصر وبعد 3 أيام من امتناعه عن مُقابلة الوفد العسكري، قبل بعقدها شرط حل (الأحزاب في سوريا) (ص2562) لم يكن الحوراني ولا القوتلي مرتاحان لكيفية عقد الوحدة ولكن الحوراني كان يدرك أن أي معارضة ستعتبر خيانة قومية وبالتأكيد سيقوم الجيش بانقلاب عسكري، .كانت أساليب عبد الحميد السراج الاستخباراتية وتعميم إسلوب جديد من هيمنة أجهزة الأمن على سوريا بشكلٍ لم تعهدهُ من قبل، والإسلوب الفردي لحكم عبد الناصر كلها جعلت قسما كبيرا من السوريين وكذلك الحوراني يستاؤون من عبد الناصر. قدّم الحوراني استقالته كنائب لناصر وكوزير للعدل المركزي مع مجموعة من الوزراء السوريين.

## وفاته
بحسب شهاده ابنه جهاد الحوراني (توفي والدي في شباط عام 1996 في عمّان وقد طلبت العائلة من الرئيس الاسد السماح له بالعودة إلى سوريا بعد اشتداد مرضه فرفض ذلك، ولما توفي دفنته في عمان بدون مشاركة رسمية، وقد نقل لي السفير العراقي في عمّان رغبة صدام حسين أن يدفن في بغداد، عند عودتي إلى سوريا اتصل بي محمد حربا وزير الداخلية لينقل لي أمراً من الرئيس الأسد بنقل الجثمان إلى سوريا لإقامة جنازة رسمية له فيها فرفضت، لم أرِد أن يُشوه تاريخ والدي بعد 33 عاماً من السجن والمنفى، وأن تقوم بمراسم دفنه أنظمة ديكتاتورية . ولقد أُقيمت التعزية في مدينة حماه واستنفرت الأجهزة الأمنية وحاصرت أجهزه الأمن مداخل القرى القريبة من المدينة لمنع وصول المُعزّين، كذلك حوصر الحي حول منزِلَهُ في مدينه حماه ومع ذلك شهد منزله حشوداً من المُعزّين وبعض ضباط الجيش متنكرين بثياب مدنية.

## وصلات خارجية
- أكرم الحوراني على موقع الموسوعة البريطانية (الإنجليزية)
- أكرم الحوراني على موقع مونزينجر (الألمانية)